# 올라에듀 공무원학원
올라에듀 공무원학원 (구 김재규학원)은 공무원 학원이다.

## 연혁
- 1997년 7월: 경찰승진연구회 설립.
- 1999년 3월: 인쇄소(경승사) 설립.
- 2002년 7월: 길벗경찰학원 설립.
- 2004년 6월: 김재규경찰학원으로 명칭변경.
- 2005년 3월: (주)유비티아로 상호명 변경.
- 2006년 5월: 김재규학원 광주캠퍼스 설립.
- 2008년 1월: 김재규학원 서울캠퍼스 신관 신축.
- 2013년 12월: 김재규학원 안동캠퍼스 설립. (구 건동대학교)
- 2021년 1월: "올라에듀 (ollaedu)" 및 "올라 김재규공무원학원"으로 새 브랜딩 론칭.
- 2021년 1월: 대면&비대면 (오프라인&온라인) 하이브리드 데이터기반의 에듀테크 신사업 출범
- 2021년 4월: 2021년 대한민국 대표브랜드 대상 공무원학원부문 1위 수상 (동아닷컴, 한경닷컴, iMBC 공동 주최)
- 2021년 7월: 서울 본사 융합 / 에듀테크 데이터 R&D센터 개편

## 미디어
- KBS 《다큐멘터리 3일》 (710회, 2019.01.13)